# 1477
| 1477               |
| ------------------ |
| Dødsfald - Fødsler |
|                    |

| Gregoriansk kalender | 1477 MCDLXXVII          |
| Ab urbe condita      | 2230                    |
| Armensk kalender     | 926 ԹՎ ՋԻԶ              |
| Kinesiske kalender   | 4173 – 4174 丙申 – 丁酉 |
| Etiopisk kalender    | 1469 – 1470             |
| Jødisk kalender      | 5237 – 5238             |
| Hindukalendere       |                         |
| - Vikram Samvat      | 1532 – 1533             |
| - Shaka Samvat       | 1399 – 1400             |
| - Kali Yuga          | 4578 – 4579             |
| Iransk kalender      | 855 – 856               |
| Islamisk kalender    | 882 – 883               |

Konge i Danmark: Christian 1. 1448-1481
Se også 1477 (tal)

## Begivenheder
- 7. oktober - Uppsala universitet grundlægges som det ældste universitet i Skandinavien